# Ljudmila Vasziljevna Zsuravljova
Ljudmila Vasziljevna Zsuravljova (ukránul: Людмила Василівна Журавльова, oroszul: Людмила Васильевна Журавлёва, 1946. május 22.) ukrán (korábban szovjet) csillagász.

## Munkássága
Zsuravljova – 2003. évi nyugdíjba vonulásáig – a Krími Asztrofizikai Obszervatóriumban dolgozott az ukrajnai Naucsnij városban. Több mint 200 kisbolygó felfedezője. Az ő nevéhez fűződik többek között a 2562 Saljapin, a 2720 Pjotr Pervij, a 2890 Viljujszk, a 2979 Murmanszk, a 2850 Mozsajszkij, a 3039 Yangel, a 3074 Popov és a 3067 Ahmatova kisbolygók felfedezése.
| Felfedezett kisbolygók száma: 213                                                         | Felfedezett kisbolygók száma: 213 |
| ----------------------------------------------------------------------------------------- | --------------------------------- |
| 1858 Lobacsevszkij                                                                        | 1972. augusztus 18.               |
| 1859 Kovalevszkaja                                                                        | 1972. szeptember 4.               |
| 1909 Alekhin                                                                              | 1972. szeptember 4.               |
| 1910 Mikhailov                                                                            | 1972. október 8.                  |
| 1959 Karbyshev                                                                            | 1972. július 14.                  |
| 2015 Kachuevskaya                                                                         | 1972. szeptember 4.               |
| 2098 Zyskin                                                                               | 1972. augusztus 18.               |
| 2130 Evdokiya                                                                             | 1974. augusztus 22.               |
| 2173 Maresjev                                                                             | 1974. augusztus 22.               |
| 2188 Orlenok                                                                              | 1976. október 28.                 |
| 2233 Kuznyecov                                                                            | 1972. december 3.                 |
| 2283 Bunke                                                                                | 1974. szeptember 26.              |
| 2310 Olshaniya                                                                            | 1974. szeptember 26.              |
| 2374 Vladvysotskij                                                                        | 1974. augusztus 22.               |
| 2423 Ibarruri                                                                             | 1972. július 14.                  |
| 2475 Semenov                                                                              | 1972. október 8.                  |
| 2562 Saljapin                                                                             | 1973. március 27.                 |
| 2576 Jeszenyin                                                                            | 1974. augusztus 17.               |
| 2702 Batrakov                                                                             | 1978. szeptember 26.              |
| 2720 Pjotr Pervij                                                                         | 1972. szeptember 6.               |
| 2740 Tsoj                                                                                 | 1974. szeptember 26.              |
| 2760 Kacha                                                                                | 1980. október 8.                  |
| 2768 Gorky                                                                                | 1972. szeptember 6.               |
| 2771 Polzunov                                                                             | 1978. szeptember 26.              |
| 2850 Mozsajszkij                                                                          | 1978. október 2.                  |
| 2890 Viljujszk                                                                            | 1978. szeptember 26.              |
| 2979 Murmanszk                                                                            | 1978. október 2.                  |
| 3039 Yangel                                                                               | 1978. szeptember 26.              |
| 3067 Ahmatova[a. codisc]                                                                  | 1982. október 14.                 |
| 3074 Popov                                                                                | 1979. december 24.                |
| 3095 Omar Khajjám                                                                         | 1980. szeptember 8.               |
| 3108 Ljubov                                                                               | 1972. augusztus 18.               |
| 3157 Novikov                                                                              | 1973. szeptember 25.              |
| 3190 Aposanszkij                                                                          | 1978. szeptember 26.              |
| 3214 Makarenko                                                                            | 1978. október 2.                  |
| 3231 Mila                                                                                 | 1972. szeptember 4.               |
| 3260 Vizbor                                                                               | 1974. szeptember 20.              |
| 3376 Armandhammer                                                                         | 1982. október 21.                 |
| 3410 Vereshchagin                                                                         | 1978. szeptember 26.              |
| 3442 Yashin                                                                               | 1978. október 2.                  |
| 3511 Cvetajeva[a. codisc]                                                                 | 1982. október 14.                 |
| 3547 Serov                                                                                | 1978. október 2.                  |
| 3558 Shishkin                                                                             | 1978. szeptember 26.              |
| 3566 Levitan                                                                              | 1979. december 24.                |
| 3586 Vasnetsov                                                                            | 1978. szeptember 26.              |
| 3587 Descartes                                                                            | 1981. szeptember 8.               |
| 3600 Archimedes                                                                           | 1978. szeptember 26.              |
| 3616 Glazunov                                                                             | 1984. május 3.                    |
| 3622 Ilinsky                                                                              | 1981. szeptember 29.              |
| 3624 Mironov[a. codisc]                                                                   | 1982. október 14.                 |
| 3655 Eupraksia                                                                            | 1978. szeptember 26.              |
| 3657 Ermolova                                                                             | 1978. szeptember 26.              |
| 3662 Dezhnev                                                                              | 1980. szeptember 8.               |
| 3724 Annenskij                                                                            | 1979. december 23.                |
| 3771 Alexejtolstoj                                                                        | 1974. szeptember 20.              |
| 3803 Tuchkova                                                                             | 1981. október 2.                  |
| 3863 Gilyarovskij                                                                         | szeptember 26., 1978              |
| 3889 Menshikov                                                                            | szeptember 6., 1972               |
| 3925 Tret'yakov                                                                           | szeptember 19., 1977              |
| 3930 Vasilev                                                                              | október 25., 1982                 |
| 3940 Larion                                                                               | március 27., 1973                 |
| 3964 Danilevskij                                                                          | szeptember 12., 1974              |
| 3969 Rossi                                                                                | október 9., 1978                  |
| 3971 Voronikhin                                                                           | december 23., 1979                |
| 4005 Dyagilev                                                                             | október 8., 1972                  |
| 4032 Chaplygin                                                                            | október 22., 1985                 |
| 4053 Cherkasov                                                                            | október 2., 1981                  |
| 4070 Rozov                                                                                | szeptember 8., 1980               |
| 4086 Podalirius                                                                           | november 9., 1985                 |
| 4118 Sveta                                                                                | október 15., 1982                 |
| 4144 Vladvasil'ev                                                                         | szeptember 28., 1981              |
| 4145 Maximova                                                                             | szeptember 29., 1981              |
| 4166 Pontryagin                                                                           | szeptember 26., 1978              |
| 4167 Riemann                                                                              | október 2., 1978                  |
| 4214 Veralynn                                                                             | október 22., 1987                 |
| 4303 Savitskij                                                                            | szeptember 25., 1973              |
| 4311 Zguridi                                                                              | szeptember 26., 1978              |
| 4363 Sergej                                                                               | október 2., 1978                  |
| 4366 Venikagan                                                                            | december 24., 1979                |
| 4430 Govorukhin                                                                           | szeptember 26., 1978              |
| 4434 Nikulin                                                                              | szeptember 8., 1981               |
| 4524 Barklajdetolli                                                                       | szeptember 8., 1981               |
| 4729 Mikhailmil'                                                                          | szeptember 8., 1980               |
| 4740 Veniamina                                                                            | október 22., 1985                 |
| 4778 Fuss                                                                                 | október 9., 1978                  |
| 4787 Shul'zhenko                                                                          | szeptember 6., 1986               |
| 4811 Semashko                                                                             | szeptember 25., 1973              |
| 4870 Shcherban'                                                                           | október 25., 1989                 |
| 4936 Butakov                                                                              | október 22., 1985                 |
| 4992 Kálmán                                                                               | október 25., 1982                 |
| 5096 Luzin                                                                                | szeptember 5., 1983               |
| 5101 Akhmerov                                                                             | október 22., 1985                 |
| 5301 Novobranets                                                                          | szeptember 20., 1974              |
| 5304 Bazhenov                                                                             | október 2., 1978                  |
| 5412 Rou                                                                                  | szeptember 25., 1973              |
| 5419 Benua                                                                                | szeptember 29., 1981              |
| 5421 Ulanova[a. codisc]                                                                   | október 14., 1982                 |
| 5495 Rumyantsev                                                                           | szeptember 6., 1972               |
| 5544 Kazakov                                                                              | október 2., 1978                  |
| 5545 Makarov                                                                              | november 1., 1978                 |
| 5572 Bliskunov                                                                            | szeptember 26., 1978              |
| 5681 Bakulev                                                                              | szeptember 15., 1990              |
| 5781 Barkhatova[b. codisc]                                                                | szeptember 24., 1990              |
| 5809 Kulibin                                                                              | szeptember 4., 1987               |
| 5994 Yakubovich                                                                           | szeptember 29., 1981              |
| 6082 Timiryazev                                                                           | október 21., 1982                 |
| 6162 Prokhorov                                                                            | szeptember 25., 1973              |
| 6220 Stepanmakarov                                                                        | szeptember 26., 1978              |
| 6631 Pyatnitskij                                                                          | szeptember 4., 1983               |
| 6681 Prokopovich                                                                          | szeptember 6., 1972               |
| 6682 Makarij                                                                              | szeptember 25., 1973              |
| 6719 Gallaj[b. codisc]                                                                    | október 16., 1990                 |
| 6754 Burdenko                                                                             | október 28., 1976                 |
| 6954 Potemkin                                                                             | szeptember 4., 1987               |
| 6955 Ekaterina                                                                            | szeptember 25., 1987              |
| 7161 Golitsyn                                                                             | október 25., 1982                 |
| 7223 Dolgorukij[a. codisc]                                                                | október 14., 1982                 |
| 7224 Vesnina                                                                              | október 15., 1982                 |
| 7268 Chigorin                                                                             | október 3., 1972                  |
| 7278 Shtokolov                                                                            | október 22., 1985                 |
| 7320 Potter                                                                               | október 2., 1978                  |
| 7381 Mamontov                                                                             | szeptember 8., 1981               |
| 7382 Bozhenkova                                                                           | szeptember 8., 1981               |
| 7413 Galibina[b. codisc]                                                                  | szeptember 24., 1990              |
| 7555 Venvolkov                                                                            | szeptember 28., 1981              |
| 7736 Nizhnij Novgorod                                                                     | szeptember 8., 1981               |
| 7858 Bolotov                                                                              | szeptember 26., 1978              |
| 7913 Parfenov                                                                             | október 9., 1978                  |
| 7950 Berezov                                                                              | szeptember 28., 1992              |
| 7979 Pozharskij                                                                           | szeptember 26., 1978              |
| 8088 Australia[b. codisc]                                                                 | szeptember 23., 1990              |
| 8134 Minin                                                                                | szeptember 26., 1978              |
| 8145 Valujki                                                                              | szeptember 5., 1983               |
| 8151 Andranada                                                                            | augusztus 12., 1986               |
| 8181 Rossini                                                                              | szeptember 28., 1992              |
| 8332 Ivantsvetaev[a. codisc]                                                              | október 14., 1982                 |
| 8471 Obrant                                                                               | szeptember 5., 1983               |
| 8477 Andrejkiselev                                                                        | szeptember 6., 1986               |
| 8498 Ufa                                                                                  | szeptember 15., 1990              |
| 8612 Burov                                                                                | szeptember 26., 1978              |
| 8982 Oreshek                                                                              | szeptember 25., 1973              |
| 9014 Svyatorichter                                                                        | október 22., 1985                 |
| 9017 Babadzhanyan                                                                         | október 2., 1986                  |
| 9034 Oleyuria                                                                             | augusztus 26., 1990               |
| 9156 Malanin                                                                              | október 15., 1982                 |
| 9514 Deineka                                                                              | szeptember 27., 1973              |
| 9533 Aleksejleonov                                                                        | szeptember 28., 1981              |
| 9567 Surgut                                                                               | október 22., 1987                 |
| 9612 Belgorod                                                                             | szeptember 4., 1992               |
| 9741 Solokhin                                                                             | október 22., 1987                 |
| 9838 Falz-Fein                                                                            | szeptember 4., 1987               |
| 9848 Yugra                                                                                | augusztus 26., 1990               |
| 9914 Obukhova                                                                             | október 28., 1976                 |
| 10014 Shaim                                                                               | szeptember 26., 1978              |
| 10016 Yugan                                                                               | szeptember 26., 1978              |
| 10261 Nikdollezhal'                                                                       | augusztus 22., 1974               |
| 10266 Vladishukhov                                                                        | szeptember 26., 1978              |
| 10313 Vanessa-Mae                                                                         | augusztus 26., 1990               |
| 10504 Doga                                                                                | október 22., 1987                 |
| 10675 Kharlamov                                                                           | november 1., 1978                 |
| 10684 Babkina                                                                             | szeptember 8., 1980               |
| 10711 Pskov                                                                               | október 15., 1982                 |
| (10728) 1987 RT5                                                                          | szeptember 4., 1987               |
| 10729 Tsvetkova                                                                           | szeptember 4., 1987               |
| 11268 Spassky                                                                             | október 22., 1985                 |
| 11445 Fedotov                                                                             | szeptember 26., 1978              |
| 11446 Betankur                                                                            | október 9., 1978                  |
| 11791 Sofiyavarzar                                                                        | szeptember 26., 1978              |
| 11792 Sidorovsky                                                                          | szeptember 26., 1978              |
| 11793 Chujkovia                                                                           | október 2., 1978                  |
| 11826 Yurijgromov                                                                         | október 25., 1982                 |
| 12191 Vorontsova                                                                          | október 9., 1978                  |
| 12199 Sohlman                                                                             | október 8., 1980                  |
| 12704 Tupolev[b. codisc]                                                                  | szeptember 24., 1990              |
| 12978 Ivashov                                                                             | szeptember 26., 1978              |
| (12979) 1978 SB8                                                                          | szeptember 26., 1978              |
| 13010 Germantitov                                                                         | augusztus 29., 1986               |
| (13046) 1990 QB19                                                                         | augusztus 31., 1990               |
| 13049 Butov                                                                               | szeptember 15., 1990              |
| 13923 Peterhof                                                                            | október 22., 1985                 |
| (14318) 1978 SD3                                                                          | szeptember 26., 1978              |
| 14349 Nikitamikhalkov                                                                     | október 22., 1985                 |
| (14819) 1982 UC11                                                                         | október 25., 1982                 |
| 15203 Grishanin                                                                           | szeptember 26., 1978              |
| 15220 Sumerkin                                                                            | szeptember 28., 1981              |
| 15231 Ehdita                                                                              | szeptember 4., 1987               |
| 15258 Alfilipenko                                                                         | szeptember 15., 1990              |
| (16419) 1987 SS28                                                                         | szeptember 24., 1987              |
| (18295) 1978 TT7                                                                          | október 2., 1978                  |
| 18321 Bobrov                                                                              | október 25., 1982                 |
| (20965) 1978 SJ7                                                                          | szeptember 26., 1978              |
| 22276 Belkin                                                                              | október 21., 1982                 |
| (22253) 1978 SU7                                                                          | szeptember 26., 1978              |
| (23411) 1978 ST7                                                                          | szeptember 26., 1978              |
| (23436) 1982 UF8                                                                          | október 21., 1982                 |
| (24602) 1972 TE                                                                           | október 3., 1972                  |
| (24611) 1978 SH3                                                                          | szeptember 26., 1978              |
| (24637) 1981 RW4                                                                          | szeptember 8., 1981               |
| 24697 Rastrelli[b. codisc]                                                                | szeptember 24., 1990              |
| (26795) 1978 SD8                                                                          | szeptember 26., 1978              |
| (27659) 1978 SO7                                                                          | szeptember 26., 1978              |
| (27660) 1978 TR7                                                                          | október 2., 1978                  |
| 30724 Peterburgtrista                                                                     | szeptember 26., 1978              |
| (30725) 1978 SA8                                                                          | szeptember 26., 1978              |
| (30821) 1990 RR17                                                                         | szeptember 15., 1990              |
| (32766) 1982 UY7                                                                          | október 21., 1982                 |
| (32768) 1983 RZ4                                                                          | szeptember 5., 1983               |
| 32807 Quarenghi[b. codisc]                                                                | szeptember 24., 1990              |
| (35053) 1982 UA11                                                                         | október 25., 1982                 |
| (42479) 1981 SE7                                                                          | szeptember 28., 1981              |
| (46539) 1982 UE12                                                                         | október 24., 1982                 |
| (65637) 1979 VS2                                                                          | november 14., 1979                |
| (69262) 1986 PV6                                                                          | augusztus 12., 1986               |
| - ↑ a. codisc: with Ljudmila Georgijevna Karacskina - ↑ b. codisc: with Gregor R. Kastel' |                                   |